# Broke & Famous: Still Broke (The Mixtape)
Broke & Famous: Still Broke (The Mixtape), es el segundo álbum de estudio del dúo Ñejo & Dálmata. El álbum fue lanzado en 2008 y salió a la venta en 2009. A este álbum se le agregó el «Still Broke» ya que su primer álbum se llamaba Broke & Famous (‘pobres y famosos’) ya que era la primera vez que salían al público como dúo. Este álbum contó con la participación de cantantes como 
Daddy Yankee,
J. Álvarez,
Ñengo Flow,
Arcángel,
Cosculluela
J King & Maximan,
Guelo Star,
Yomo,
Baby Rasta,
Jowell, Gustavo Laureano,
El Cata, Alexis & Fido, etc.

## Lista de canciones
| N.º | Título | Duración |  |
| 1.  | «Cuando La Calle Habla» (Ñejo & Dálmata presentando a J Álvarez, Baby Rasta, Franco "El Gorila", Arcángel, Ñengo Flow, Delirious, Cheka, Guelo Star, O.G Black y Guayo, Gastam, MC Ceja.) |          |  |
| 2.  | «La Ando Buscando» (Ñejo & Dálmata) |          |  |
| 3.  | «Olvidate De Eso» (Ñejo & Dálmata presentando a Alexis & Fido) |          |  |
| 4.  | «Salvaje» (Dálmata) |          |  |
| 5.  | «Marihuana» (Ñejo) |          |  |
| 6.  | «Vamos Tirarnos A La Maroma» (Ñejo & Dálmata presentando a K-Mill) |          |  |
| 7.  | «Algo Musical (Remix)» (Ñejo & Dálmata presentando a Arcángel y Daddy Yankee) |          |  |
| 8.  | «Ready To Fly» (Dálmata) |          |  |
| 9.  | «Dimelo Pa’ Dónde» (Ñejo & Dálmata presentando a J King, Maximan y Guelo Star) |          |  |
| 10. | «No vuelva a llorar» (Ñejo & Dálmata presentando a Nano MC) |          |  |
| 11. | «Te quiero más que a mi vida» (Ñejo & Dálmata presentando a Cosculluela) |          |  |
| 12. | «Corazón Roto» (Ñejo) |          |  |
| 13. | «Voy a hacértelo» (Ñejo & Dálmata presentando a Naldo) |          |  |
| 14. | «Eso que tienes tú» (Dálmata presentando a Gustavo Laureano) |          |  |
| 15. | «Cayendo en ti» (Ñejo & Dálmata presentando a VR) |          |  |
| 16. | «Un Call (Remix)» (Ñejo & Dálmata presentando a Jowell, Yomo, Chyno Nycho y Falo) |          |  |
| 17. | «Ando En La FJ» (Ñejo) |          |  |
| 18. | «Loca con su tíguere» (Ñejo & Dálmata presentando a Julio Voltio y El Cata) |          |  |
| 19. | «Mix» (Ñejo & Dálmata) |          |  |
| 20. | «Navidad» (Ñejo) |          |  |

- Datos: Q4973269